# Creatinina
A creatinina é um produto da degradação da fosfocreatina (creatina fosforilada) no músculo, e é geralmente produzida em uma taxa praticamente constante pelo corpo — taxa diretamente proporcional à massa muscular da pessoa: quanto maior a massa muscular, maior a taxa.
Através da medida da creatinina do sangue, do volume urinário das 24 horas e da creatinina urinária é possível calcular a taxa de filtração glomerular, que é um parâmetro utilizado  em exames médicos para avaliar a função renal.

## Fisiologia
Ela é filtrada principalmente nos rins, embora uma pequena quantidade seja secretada ativamente. É livremente filtrada, não sofre reabsorção renal. Se a filtração do rim está deficiente, os níveis sanguíneos de creatinina aumentam. Este efeito é usado como um indicador da função renal. Entretanto, em muitos casos de disfunção renal severa, o nível de remoção de creatinina estará "superestimado" porque a secreção ativa da creatinina irá contribuir por uma grande fração da creatinina total que é removida. Taxas altas de creatinina e BUN (nitrogênio ureico do sangue) podem também ser um indicativo de desidratação quando a taxa de BUN-para-creatinina está anormal, com os níveis de BUN mais aumentados que os níveis de creatinina. Os homens tendem a ter níveis de creatinina mais altos porque eles possuem uma massa de músculo esquelético maior que a das mulheres.

## Uso para diagnóstico
A medida da concentração de creatinina no soro sanguíneo é um teste simples usado como o principal indicador da função renal. Um aumento dos níveis de creatinina no sangue é observado somente quando há um dano aos néfrons funcionantes. Logo este teste não é adequado para detectar uma doença renal em seu estágio inicial. Uma estimativa melhor da função renal é dada pelo teste de depuração de creatinina. A depuração (clearance) de creatinina  pode ser calculada usando a concentração de creatinina no soro sanguíneo e alguns ou todas as seguintes variáveis: sexo, idade, peso e raça. Alguns laboratórios irão calcular a ClCr se solicitada pelo médico; e, a idade, sexo e peso necessários estarão incluídos na ficha de informação do paciente.

## Interpretação
No Brasil e nos EUA, a creatinina é reportada tipicamente na faixa 0,7 - 1,5 mg/dL, enquanto no Canadá e Europa μmol/litro pode ser usado. 1 mg/dL de creatinina equivale a 88,5 μmol/l.
A referência típica para mulheres é considerada 0,5 a 1,0 mg/dL (cerca de 45-90 μmol/l), para homens 0,7 a 1,2 mg/dL³ (60-110 μmol/l). Entretanto, apesar de um nível de 2,0 mg/dL (150 μmol/l) poder indicar função renal normal em um fisiculturista (homem com grande massa muscular), um nível de 0,7 mg/dL (60 μmol/l) pode indicar alguma doença renal significativa em uma frágil senhora idosa.
Mais importante que níveis absolutos de creatinina, é a evolução dos níveis sorológicos de creatinina ao longo do tempo. Um nível crescente indica dano renal, enquanto um nível decrescente indica melhoria das funções dos rins.